# Lecidea ecrustacea
Lecidea ecrustacea är en lavart som först beskrevs av Martino Anzi och Arnold, och fick sitt nu gällande namn av Arnold. Lecidea ecrustacea ingår i släktet Lecidea, och familjen Lecideaceae. Arten är reproducerande i Sverige.